# Бурмистров, Игорь Павлович
Игорь Павлович Бурмистров (бел. Ігар Паўлавіч Бурмістраў, 30 сентября 1968) — белорусский военачальник. Первый заместитель командующего внутренними войсками – начальник штаба с 2018 года, генерал-майор (2019).

## Биография
Родился 30 сентября 1968 года.
Был командиром войсковой части № 5530 внутренних войск МВД в Полоцке.
С 22 июля 2008 по 24 октября 2008 года являлся командиром 6-й отдельной специальной милицейской бригады внутренних войск МВД Республики Беларусь в Гомеле.
С конца 2008 года являлся командиром войсковой части 5448 внутренних войск МВД в Минске.
В 2014—2018 годах работал первым заместителем начальника оперативной и боевой подготовки внутренних войск. Являлся заместителем командующего внутренними войсками МВД — начальником оперативной и боевой подготовки; временно исполняющим обязанности по должности командующего внутренними войсками.
1 февраля 2018 года назначен первым заместителем командующего внутренними войсками МВД — начальником штаба. 2 июля 2019 года Бурмистрову присвоено воинское звание генерал-майора.
С 22 апреля 2024 года был назначен на пост председателя городского исполкома города Новополоцка

## Награды
- орден «За службу Родине» III степени,
- медаль «За безупречную службу» III степени,
- медаль «За безупречную службу» II степени,
- краповый берет.

## Санкции ЕС, других стран
17 декабря 2020 года был включён в «Чёрный список ЕС». Совет Европейского союза при введении санкций отметил, что Бурмистров как первый заместитель командующего Внутренними войсками МВД несёт ответственность за кампанию репрессий и запугивания, проводимую внутренними войсками под его командованием после президентских выборов 2020 года, в частности произвольные аресты и жестокое обращение, включая пытки мирных демонстрантов, а также запугивание и насилие в отношении журналистов.
26 января 2021 года к декабрьскому пакету санкций ЕС присоединились Албания, Исландия, Лихтенштейн, Норвегия, Северная Македония, Черногория. Великобритания внесла Бурмистрова в свой санкционный список 18 февраля 2021 года, Швейцария — 22 марта 2021 года.